# Claire Harman
Claire Harman (geboren  1957) ist eine britische Literaturkritikerin und Autorin mehrerer Biografien.

## Leben
Claire Harman begann als Lektorin in der Carcanet Press bei Michael Schmidt (* 1947). Sie war in Manchester Mitherausgeberin der Literaturzeitschrift PN Review. Sie schreibt Literaturkritiken unter anderem für Times Literary Supplement, Literary Review, Evening Standard und The Sunday Telegraph. Harman forschte zu Sylvia Townsend Warner und hat mehrere Biografien zur englischen und amerikanischen Literatur geschrieben, so zu Jane Austen, Robert Louis Stevenson, Fanny Burney und Katherine Mansfield. Harman gewann 1989 den John Llewellyn Rhys Prize für ihre Biografie von Sylvia Townsend Warner. Sie ist Fellow der Royal Society of Literature. 
Harman schreibt Lyrik und erhielt 2015 den Forward Prize for Best Single Poem.  

## Schriften (Auswahl)
- (Hrsg.): Sylvia Townsend Warner: Collected Poems. Viking Press, New York 1985.
- Sylvia Townsend Warner: A Biography. Chatto & Windus, London 1989.
- (Hrsg.): The Diaries of Sylvia Townsend Warner. Chatto & Windus, London 1994.
- Fanny Burney: A Biography. HarperCollins, London 2000.
- Myself and the Other Fellow: A Life of Robert Louis Stevenson. HarperCollins, New York 2005.
- Jane's Fame: How Jane Austen Conquered the World. Canongate, London 2009.
- Charlotte Brontë: A Life. London : Viking, 2015.[2]
- All Sorts of Lives. Katherine Mansfield and the art of risking everything. Chatto & Windus, London 2023, ISBN 9781784744762.